# Histoire connectée
L’histoire connectée est une approche historiographique dérivée de l'histoire globale apparue dans les années 1990 aux États-Unis.  Elle consiste en la reconnexion de différentes histoires nationales longtemps restées cloisonnées. Elle a pour vocation de ne pas être européo-centrée. Dans le monde anglo-saxon, on parle de connected history.
Elle se situe au carrefour de plusieurs courants historiographiques récents tels que : l'histoire globale, transnationale, comparée et croisée ainsi que les transferts culturels. Sanjay Subrahmanyam en est un représentant majeur.
En raison de son évolution historiographique récente, la distinction avec l'histoire globale reste difficile à établir.

## Une démarche pratique de recherche historique

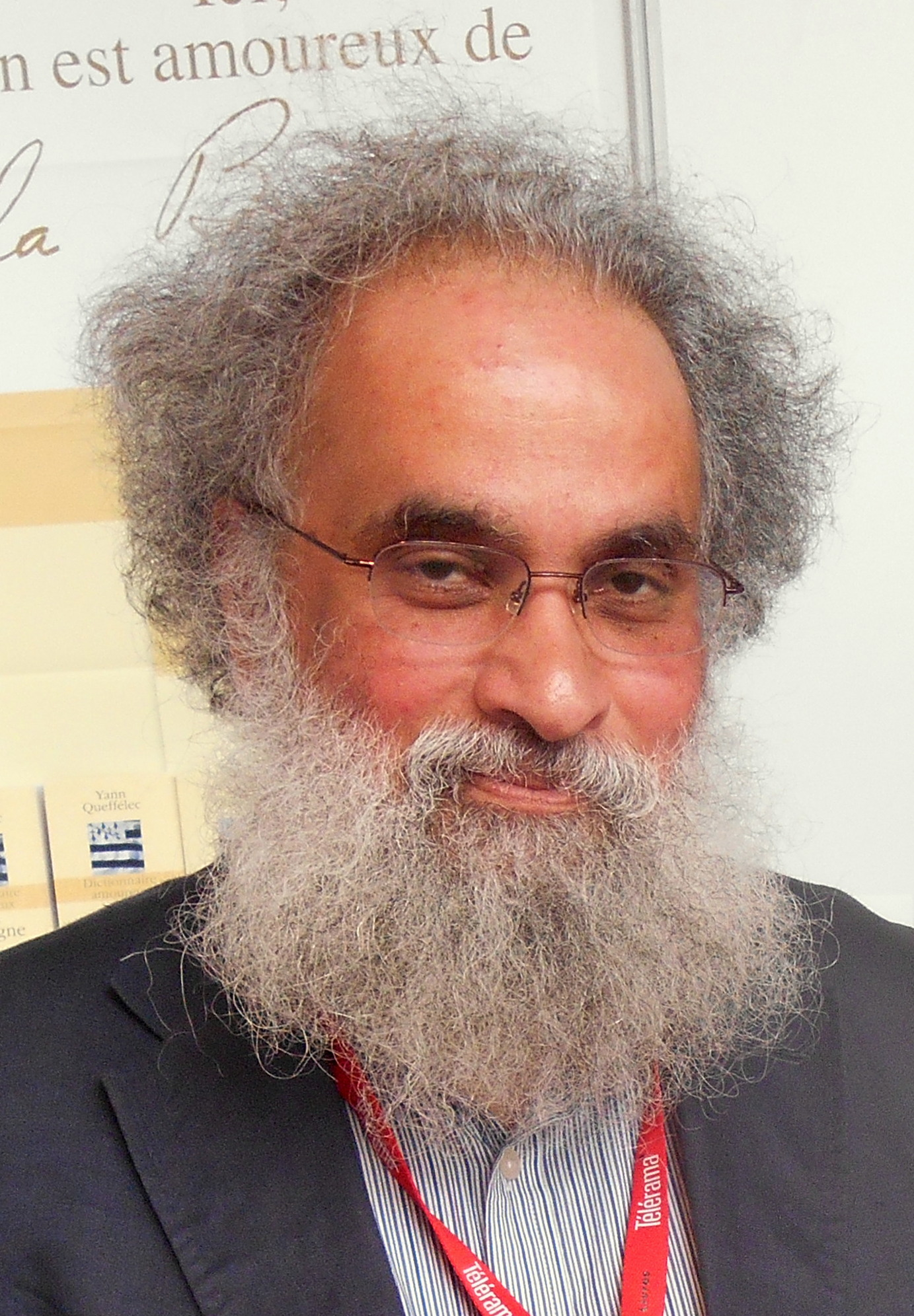
L'historien indien Sanjay Subrahmanyam, photographié ici en 2014, est une figure majeure de l'histoire connectée.

L'historien indien Sanjay Subrahmanyam, chez qui l'histoire connectée apparaît en réaction à l'histoire comparée[citation nécessaire],
voit l'historien comme un "électricien" censé reconnecter les différentes histoires nationales restées isolées.
Dérivé de l'histoire globale, le développement de l'histoire connectée reste sensiblement lié à ce courant[réf. souhaitée].
L'histoire connectée est une démarche de recherche historique travaillant sur des "aires culturelles" ainsi que sur des dynamiques de circulation (d'hommes, d'idées, de techniques et de ressources) et de métissages, en se basant sur une documentation en langues vernaculaires extra-européennes. À ce titre, l'histoire connectée a pour but d'étudier les connexions réelles, les contacts entre des communautés initialement opposées géographiquement. Ainsi, elle vise à produire un "contre-récit" par rapport à une histoire européocentrée. Ce "contre-récit" permet de donner une nouvelle compréhension des perceptions locales et des historicités plurielles du "moment colonial des sociétés extra-européennes".
L’histoire connectée est donc l’étude des interactions multiples, réalisée au moyen d’allers-retours entre les différentes échelles d’analyse et par un décentrement du regard. Ces variations d’échelles révèlent la globalité des échanges au sein des sociétés étudiées et permettent d’analyser les mouvements à grande échelle. Cependant, l’histoire connectée se concentre sur l’étude de ces interactions à un moment précis et non sur le long terme. Ce type d’histoire est donc moins pertinent pour étudier les changements de longue durée et les évolutions des connexions.
Les deux notions essentielles de l’histoire connectée sont la réciprocité et l’hybridation (ou métissage). L’histoire connectée cherche à comprendre la façon dont chaque communauté vit la rencontre avec l’autre. De ce fait, sa méthodologie permet de critiquer les préjugés ethnocentriques d'autres approches historiques. De par son caractère transnational, l’histoire connectée s’intéresse aux circulations, que cela concerne les hommes ou les objets ou encore les processus créateurs agissant sur les sociétés. Elle veut dépasser les compartimentages nationaux civilisationnels pour montrer les modes d’interaction « entre le local et régional et le supra-régional ». L’histoire connectée nécessite, d'une part, une lecture critique des sources écrites ou orales en privilégiant celles qui sont dans la langue des sujets étudiés et, d'autre part, de se placer au niveau des hommes en tant qu’acteurs des diverses interactions. 
En conclusion, l’histoire connectée est intéressante pour étudier les problématiques portant sur plusieurs contextes géographiques et culturels, comme les migrations de population.

## Une démarche au carrefour de plusieurs courants historiographiques

### L'histoire globale
La différence entre l’histoire connectée et l’histoire globale repose sur le fait que l’histoire connectée est d’abord une approche méthodologique avant d’être une théorie de l’histoire. L’histoire globale, ou histoire de la globalisation des sociétés, est née aux États-Unis. L'approche globale est encore faiblement prise en considération par les historiens français mais on retrouve une grande dynamique de recherche aux Etats-Unis, en Amérique, aux Pays-Bas et en Allemagne.
Elle aborde des approches diverses et suppose une grande mobilisation à la fois de connaissances et de matériels, ainsi qu’un décentrement du regard. Elle est globale par son objet d'étude et « par son refus de la fragmentation historiographique et des compartimentages disciplinaires».
"Global" ne signifie cependant pas "totalisant' elle se distingue de l'histoire totale par son point d'observation qui n'est pas le point de vue universel donc elle ne prétend pas reformuler un grand récit explicatif de l'ensemble.

### L'histoire transnationale
L'histoire connectée est une des branches de l'histoire transnationale, une autre perspective centrée sur un objet d'étude historique. On la trouve plutôt en Europe, car elle tire son objet de l'histoire des organisations internationales.
L'histoire transnationale s'intéresse également aux interactions et interdépendances des sociétés modernes et contemporaines, selon l'axe de la globalisation. Elle porte sur la circulation des hommes, des capitaux et des biens et exige une connaissance poussée en langues diverses afin d'avoir accès à des sources permettant un éclairage nouveau.

### L'histoire comparée
L’histoire connectée est apparue en réaction à la méthodologie de l’histoire comparée. Celle-ci se limite à analyser les différences et similitudes entre deux groupes culturels ou communautés distincts sans se préoccuper des rapports entre ces groupements. Par contraste, l’histoire comparée implique de faire jouer en même temps objet, échelle et contexte, la dernière donnée étant la variable explicative.  Ainsi, contrairement à l’histoire comparée, l’histoire connectée ne néglige pas les circulations et les contacts de formes culturelles.

### L'histoire croisée
Tout comme l’histoire croisée, l’histoire connectée accorde une place importante au décentrement du regard. L’histoire croisée est une histoire connectée qui accorde en plus de la valeur à l’étude des transferts entre différentes zones culturelles. L'histoire croisée appartient ainsi à la même famille des démarches relationnelles et "met en rapport, souvent à l’échelle nationale, des formations sociales, culturelles et politiques, dont on suppose qu’elles entretiennent des relations".

### Les transferts culturels
Le concept de « transfert culturel » est développé par Michel Espagne et Michael Werner comme le relève Michel Trebitsch en 1998 dans Pour une histoire comparée des intellectuels. Il consiste en l'étude des métissages culturels, c'est-à-dire l'appropriation ou l'assimilation d'un aspect culturel d'une société par une autre. Sa méthodologie est constituée d' une double analyse : celle des origines des transferts et des vecteurs de ceux-ci (commerçants, voyageurs, musiciens, émigrés, etc.).Son but étant de valoriser les relations entre deux cultures[réf. souhaitée]. On parle de dynamique binaire lors de transferts entre deux pays et de dynamique ternaire ou "transferts triangulaires" lorsque les échanges concernent trois pays.
L'histoire connectée met en évidence les relations entre différentes sociétés mais en ne se focalisant pas uniquement sur le culturel.[réf. souhaitée]